# 霹靂州
霹雳（旧称吡叻或卑力国）是马来西亚的十三个州属之一，也是马来半岛11个州当中的第2大州，面积约21000平方公里，北部连接马来西亚东北部的马、泰边境以及吉打州、西北部接壤槟城、东边有吉兰丹州和彭亨州、南边有雪兰莪州。马六甲海峡则处于霹雳州西方。
在马来语即为银，或许是来自霹雳州以前主要产品锡的银色。此外也据说霹雳州地名其实是源自河里的鱼儿在阳光下闪烁似银而来。
霹雳州首府是怡保（Ipoh），英国殖民时期以市内繁荣的锡矿开采业闻名，锡的价格下滑导致其经济受到了影响。霹雳州苏丹皇宫则位于皇城江沙（Kuala Kangsar）。

## 历史
传说中霹雳州东北部曾是一个印度教王国，名为刚迦王国（Gangga Negara）。考古发现也证明了霹雳州在史前已有人类居住。
霹雳州的现代史在马六甲王朝的灭亡后才开始发展。马六甲最后一个蘇丹，苏丹马末沙于1511年葡萄牙进攻马六甲时逃亡到柔佛后，长子阿末沙因与父亲不和，失宠后被赐死。次子目扎法沙 本为王储，他娶了继母敦法蒂玛的女儿敦德琅（Tun Trang）之后被废位。于1528年，目扎法沙被派往霹雳，并在霹雳河畔成立了霹雳苏丹国，目扎法沙成为第一任苏丹。霹雳苏丹是不戴皇冠的，其由来根据马来传说，相传目扎法沙初次到达霹雳，在渡过霹雳河时突起风浪，后来将王冕丢入河中方回复风平浪静。

### 亚齐控制时期
霹雳州境内蕴藏着丰饶的锡矿使霹雳苏丹国被各方势力虎视眈眈。最早企图控制和垄断霹雳的锡矿出口是占领马六甲的葡属马六甲和亚齐苏丹国。由于霹雳和柔佛苏丹国的血缘关系，霹雳也捲入柔佛、亚齐和葡萄牙王國的三角战争。在1537年和1539年，亚齐进攻马六甲和柔佛的战役中，霹雳皆有出兵相助。1551年，霹雳加入柔佛领导的马来联邦和爪哇的联军，共同围攻葡属马六甲，后因葡军的援军自印度殖民地果阿赶到而撤退。由于霹雳对柔佛的援助，共同抵抗亚齐，引来亚齐的不满。1575年，亚齐对霹雳发动攻势，霹雳苏丹曼梳、苏丹王后及其十六名儿女皆被俘至亚齐，霹雳也被亚齐苏丹国扶持傀儡政权达百年之久，苏丹曼梳不久被杀。1579年，其子苏丹阿拉乌丁·满速沙（Sultan Aladdin Mandir Shah）入赘亚齐，之后成为亚齐苏丹，在1589年遇刺身亡。其母后在此率领他的弟妹返回霹雳，由其弟苏丹达祖丁继任为第三任霹雳苏丹。亚齐在统治霹雳期间，垄断锡矿的产业直到17世纪。1629年，葡萄牙击败亚齐强大的海军后，霹雳政府要求与葡萄牙合作，允许年纳贡金並特准葡萄牙在洲内设立土库，以便收买锡砂。此时的亚齐名王马可打阿藍（Mahkota Alam）逝世以后，亚齐国力中衰，被迫先后放弃在马来半岛上占领的领地，唯独霹雳政权仍然受到亚齐的控制，至1641年才逐渐落入荷兰王国手中。

### 荷兰殖民时期
荷兰人于17世纪欲独揽锡矿产业的意图失败，同时于霹雳河口和邦咯岛上建筑堡垒。
荷兰人早期登陆霹雳州的历史始于1641年。当时荷兰王国成功占领马六甲后，建立荷属马六甲殖民地，欲独揽马来半岛的锡矿和香料产业。荷兰人尝试说服苏丹·萨勒胡丁·沙阿，协议停止所有对外贸易，以便独揽霹雳州的锡米运回荷兰。霹雳苏丹·萨勒胡丁·沙阿迫于压力下答应荷兰人的要求，但暗中允许他国，如亚齐、印度、爪哇和中国等地的商人，私下进行贸易。荷兰王国之后变本加厉，先后于1644年和1684年两度封锁霹雳海岸，並被宗主国亚齐下令，除荷兰和亚齐之外，不得于别国通商。荷兰最后成功强迫霹雳苏丹签署条约，于1650年8月15日，允许荷兰于瓜拉霹雳建造工厂，引起霹雳王室和马来人的不满。
1651年，极度不满的马来群众在天猛公的带领下，将驻扎在霹雳洲的荷兰人员全数杀害和破坏工厂，促使荷兰离开霹雳州。
1655年，荷兰派使者到霹雳州重新签署条约，并为工厂被破坏一事寻求赔偿，同时要求承认荷兰与亚齐平分锡矿的購买权。霹雳王朝由于没有遵守条约规定而被荷兰军队包围。霹雳人民联合亚齐突袭荷兰军队。
1670年，荷兰人回到霹雳州，并在邦咯岛上建造了炮台戍守。由于听闻暹罗王朝将进攻自己，霹雳王朝准许了建筑工程。虽然如此，霹雳于1685年又把荷兰人驱离邦咯岛。荷兰人尝试重定条约，于1690年宣告失败。
1745年，荷兰人又重新在邦咯岛修築炮台，到了1748年移往霹雳河上游的丹绒布都市（Ranking Putus）。由于武吉斯人先后在1728年和1742年攻击霹雳，以夺取锡米贸易权，並成功阻止了荷兰人垄断霹雳的錫米贸易，加上英国在槟榔嶼的开发顺利，逐渐动摇荷兰人的经营利益，並趨向崩溃，荷兰人的地盤于1795年后移交英国接管。

### 英国殖民时期

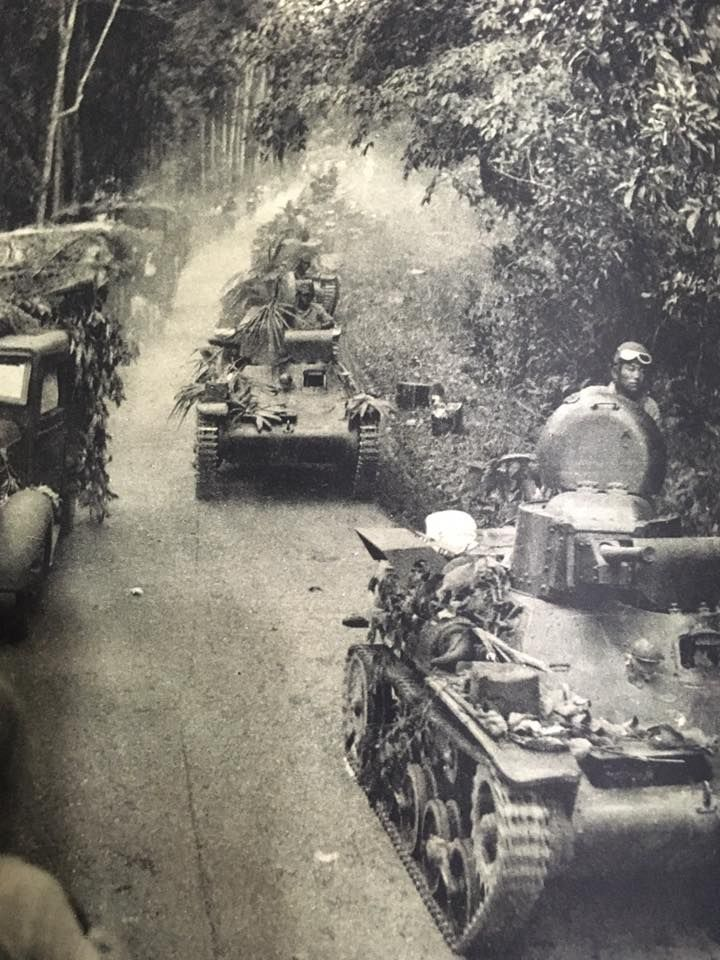
日本皇軍的九七式輕裝甲車在金寶戰役中駛至霹靂（1941年攝）

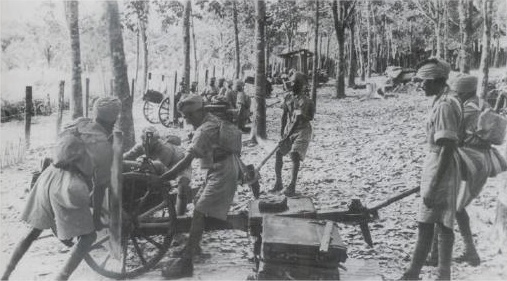
英軍的印度裔步兵曾奮力抵抗日軍

18世纪时，武吉斯人、亚齐和暹罗都尝试进攻霹雳王朝，以夺取锡米的贸易权。1820年英国的插手使暹罗王朝没能并吞霹雳王朝进入自己的版图。英国原本并没有在马来亚殖民的意图，但锡矿投资的增加所带来大量的中国苦力移民各自为主，以自己的籍贯创立不同的私会党，联合当地马来首领和私会党以暴力争取地盘以及锡矿。霹雳王朝由于长期陷于继位问题的缘故而无法维持当地的治安。
旅人在自己的书内谈及当时还没继位的苏丹阿都拉如何向身在新加坡的朋友，陈笃生之长子陈金钟求助。陈金钟和新加坡一名英国商人写了一封有苏丹阿都拉亲笔签名的信函予克拉克爵士（Sir Andrew Clarke），表达阿都拉希望将霹雳王国置于英国保护的意愿，以便“有能之士可以向他展示良好的行政体制”。1874年，身为海峡殖民地总督的克拉克在邦咯岛召开会议。苏丹阿都拉在会议上成功继承王位。邦咯条约也使苏丹阿都拉把除了宗教和文化事务外的所有政治要事交予一名英国参政司。1875年，当地多名酋长刺杀了第一任参政司毕治，引发了1876年短暂的霹雳战争。苏丹阿都拉被放逐到塞舌尔。新任参政司休·洛熟悉马来文化传统，也是一名比较有才能的行政官。他也把橡胶树引进了马来亚。
1896年，霹雳连同雪兰莪、森美兰和彭亨成立了马来联邦，但英国领事系统却一直沿用至1948年马来亚联合邦的成立为止。

### 马来西亚独立至今
1957年8月31日，霹雳州和马来亚联合邦其他10个州属从英国政府争取了独立。英属沙巴、砂拉越及新加坡在1963年9月16日加盟马来亚联合邦成立了马来西亚。1965年新加坡从马来西亚独立。
2019年5月4日，马来西亚首相马哈迪·莫哈末和首相夫人茜蒂哈斯玛抵达霹雳怡保苏丹阿兹兰沙国际机场，展开为期2天1夜的霹雳州造访。霹州行政议员杨祖强、莫哈末尼查贾玛鲁丁、阿都阿兹巴里、诺丽及警方等人，也于同日前往迎接。

## 行政机关
根据霹雳州宪法，霹雳州实行君主立宪制度，以苏丹为州元首。现任苏丹为苏丹纳茲林慕依祖丁沙（Sultan Nazrin Muizuddin Shah ibni Almarhum Sultan Azlan Muhibuddin Shah Al-Magfullah）。
霹雳州常发生政权轮替，由于朝野势力在该州五五泼，导致政权难以预测。

### 2008年霹雳变天事件
2008年3月8日，马来西亚第12届全国大选的政治海啸中，人民联盟成功仅以31州议席挫败仅获28州席的国阵，使国阵失去执政50年的州政权，也是民盟成立以来，首次执政州政权。3月12日，经过3天的折衷后，霹雳州务大臣人选由伊斯兰党州秘书莫哈末尼查出任，而民主行动党霹雳州主席倪可汉与另一名印裔领袖将担任两个副大臣的职位。然而因为州议员只比国阵多2名，民联政府事实上是个弱势政府。在大选后，外界就一直流传民联州议员被收买，跳槽国阵。

### 2009年霹雳变天事件
在2008年马来西亚全国大选之中，在野党联盟——人民联盟赢得了霹雳州的执政权。虽然人民联盟的成员党之一民主行动党获得了最多议席，霹雳州州务大臣却由前伊斯兰党议员尼查出任。这是因为霹雳州宪法规定除非苏丹豁免，否则州务大臣必须是一名馬來人或回教徒。由于以华裔为主的民主行动党并没有任何信奉伊斯兰教的议员，州务大臣则得从人民联盟的其他成员党——人民公正党和泛马回教党之中选出。民选的人民联盟州政府已经在2009年2月4日由時任首相纳吉·阿都拉萨領導的國陣接受4名民联州议员退党跳槽转为支持国阵后，使国阵以31席对28席再次掌控霹靂州政权。时任霹雳州民联州务大臣尼查在3名民联议员退党后，觐见霹雳苏丹阿兹兰沙殿下寻求解散州议会，但苏丹并未允许，反而要求尼查辞职。民联执政霹雳州11个月后即宣布垮台。

### 2018年霹雳变天事件
2018年5月12日大選中，霹雳59个州议席之中，希望聯盟取下29席，国阵巫统取得27席，伊斯兰党取得3席。按州宪法规定，希盟有组织州政府的优先权，但因不符合「至少拥有30席」的规定，因此無法達致簡單多數的過半議席，而巫统及伊党已经表明将组织联合政府，并以30席的微弱优势执政，导致产生「懸峙議會」的情况。然而霹雳苏丹纳兹林沙仍谕令，希盟及国阵务必在特定时间内，证明自己拥有30席才能成立州政府。最后，希盟在獲得兩名國陣議員倒戈支持後，成功取得州政權，該州土團黨主席兼積莪營州議員阿末法依扎獲委為新任大臣，而行動黨的倪可漢則中选為州議會議長，是霹靂州史上首位華人議長。

### 2020年霹雳变天事件
2020年马来西亚政治危机中，希望联盟因土著团结党宣布退出，导致朝野形成希盟28席对巫伊28席的悬峙情况，使希盟在霹雳州的政权面临垮台危机。随着政局的变化，土团党最终与巫统和伊斯兰党组成国民联盟。到了3月9日，希盟在霹雳州的政权宣布倒台。希盟因1名公正党议员和独立人士宣布加入土团党后，土团党原任霹雳州务大臣拿督斯里阿末法依扎带领4名议员宣布与巫统及伊斯兰党合作，国民联盟取得霹雳州32个多数议席。同日下午，希盟再有3名州议员宣布退出各自的政党，以独立人士的身份支持国民联盟。国民联盟宣布已经掌握35个多数议席，正式执政霹雳州。阿末法依扎则再次被任命为州务大臣。同年12月4日，霹雳州政权再次变天。时任州务大臣阿末法依扎在州议会对他的信任动议记名投票中，获得信任动议10票，48票反对，1张废票下，宣布下台。12月10日，由巫统候选人沙拉尼接任州务大臣职位。

### 州歌
| 馬來語歌詞 | 中文翻譯                                                                                                  |
| --- | --- |
| Dilanjutkan Allah usianya Sultan Adil dan murah memerintah watan Ditaati rakyat kiri dan kanan Iman yang soleh Allah kurniakan Allah berkati Perak Ridzuan Allah selamatkan Negeri dan Sultan | 阿拉赐苏丹万寿无疆 公正与仁慈治州 州民不分左右效忠殿下 阿拉赐给正确信念 阿拉净化霹雳州 阿拉保佑本州及苏丹 |

- 注：阿拉：在马来文里，意为“真主”。

### 行政区划
霹雳州下有12个县（daerah）。这12个县又被划分成15个市政厅、市议会和县议会，州首府为怡保。
| 宜力 巴里文打 太平 江沙 怡保 华都牙也 斯里依斯干达 金宝 打巴 斯里曼绒 安顺 峇眼拿督 丹绒马林 |                          |         |                  |                                  |                  |        |                                                                                  |
| UPI                                                                                          | 县名                     | 人口    | 面积             | 地方政府                         | 县府             | 巫金数 | 注释                                                                             |
| 0801                                                                                         | 馬登巴冷縣（Batang Padang）           | 123,600 | 1,794.18平方公里 | 打巴县议会                       | 打巴（Tapah）         | 4      | 宋溪、美罗也位于该县。                                                           |
| 0802                                                                                         | 曼絨县（Manjung）               | 227,071 | 1,113.58平方公里 | 曼绒市议会                       | 斯里曼绒（Seri Manjung）     | 5      | 县内的邦咯岛是旅游景点。红土坎（Lumut）建有马来西亚海军基地。实兆远则是县内最大城镇。 |
| 0803                                                                                         | 近打縣（Kinta）               | 749,474 | 1,305平方公里    | 怡保市政厅 华都牙也县议会        | 华都牙也（Batu Gajah）     | 5      | 近打河流域曾盛产锡米。怡保是霹靂州的首府。华都牙也也位于该县。                   |
| 0804                                                                                         | 吉輦縣（Kerian）               | 176,975 | 921.47平方公里   | 吉辇县议会                       | 巴里文打（Parit Buntar）     | 8      | 巴里文打位于3州交接处（吉打州，槟城州和霹靂州）。峇眼色海曾是该县县府。          |
| 0805                                                                                         | 江沙縣（Kuala Kangsar）               | 155,592 | 2,563.61平方公里 | 江沙市议会                       | 江沙（Kuala Kangsar）         | 9      | 江沙是霹靂州皇城。和丰也位于该县。                                               |
| 0806                                                                                         | 拉律、峇登、司南马县（Larut, Matang, Selama） | 326,476 | 2,112.61平方公里 | 太平市议会 司南马县议会          | 太平（Taiping）         | 14     | 太平曾是霹靂州的首府，市内的太平湖是著名的风景区。下有司南马副县。               |
| 0807                                                                                         | 下霹靂縣（Hilir Perak）             | 128,179 | 792.07平方公里   | 安顺市议会                       | 安顺（Teluk Intan）         | 5      | 有安顺斜塔。冷甲也位于该县。                                                     |
| 0808                                                                                         | 上霹靂縣（Hulu Perak）             | 89,926  | 6,560.43平方公里 | 宜力县议会 高乌县议会 玲珑县议会 | 宜力（Gerik）         | 10     | 位于玲珑的考古遗址名列联合国教科文组织世界遗产。高乌也位于该县。                 |
| 0809                                                                                         | 司南马副县（Daerah Kecil Selama）           | 不適用  | 不適用           | 司南马县议会                     | 司南马（Selama）       | 3      | 司南马是拉律峇登司南馬縣下的一个自治副县。                                       |
| 0810                                                                                         | 中霹靂縣（Perak Tengah）             | 99,854  | 1,279.46平方公里 | 中霹雳县议会                     | 斯里依斯干达（） | 12     | 玛拉工艺大学和国油大学所在处。端洛、巴西沙叻也位于该县。                         |
| 0811                                                                                         | 金宝县（Kampar）               | 96,303  | 669.8平方公里    | 金宝县议会                       | 金宝（Kampar）         | 2      | 拉曼大学总校及拉曼大学学院霹雳分校所在处。                                       |
| 0812                                                                                         | 慕亚林县（Muallim）             | 69,639  | 934.35平方公里   | 丹绒马林县议会                   | 丹绒马林（Tanjung Malim）     | 3      | 苏丹依德利斯师范大学（UPSI）所在处。美冷也位于该县。                             |
| 0813                                                                                         | 峇眼拿督县（Bagan Datuk）           | 70,300  | 951.52平方公里   | 安顺市议会                       | 峇眼拿督（）     | 4      | 半港也位于该县。                                                                 |

## 人口统计
霹雳州现有人口大约2百万。原为全马人口最多的州属，锡产业下滑所导致的经济问题仍然存在。经济问题引致了人口流失到附近其他经济增长率较高州属，其中包括槟城、雪兰莪州和吉隆坡联邦直辖区。2001年估计种族分布为：巫裔占53.68%（1,101,105人）、华裔占31.35%（643,129人）、印裔占12.78%（262,121人）、其他占0.32%（6,536人）以及非公民占1.87%（38,345人），其中華裔人口比例是馬來西亞一級地方行政區的第二名。

## 地理
霹雳州涵盖了21,006平方公里的范围，占全马土地面积的6.4%。霹雳州也是马来半岛第二大的州属，为全马第四。
霹雳州白天时阳光普照，夜晚全年凉快，傍晚偶尔下雨。州内气温纪录最低摄氏23度，最高摄氏42度。全年雨量为3,218毫米。

## 经济
霹雳州经济在于太平拉律发现锡产后便开始蓬勃增长。
在全球经济衰退之前，霹雳州乃马来西亚最富有的州属之一。1990年锡产业倒闭后，霹雳经济也严重地受到影响。锡价的下滑使锡矿公司一一倒闭。
这促使了霹雳州政府把州内的经济蓝图转向更高价值的生产业。20世纪80年代中叶，许多台湾的电子公司都被吸引到斯里并（Silibin）和九洞（Jelapang）工业区。但到了90年代，大部分工厂都迁到了人均收入较低的中国。马来西亚汽车产商普腾也于丹戎马林设立了汽车工业城（Proton City），成为了全马汽车产量最高的工厂。
农业也是霹雳州其中一个重要的工业，尤其是橡胶、椰子和油棕。人们对于霹雳州的天然景观和文化特色的发现也使旅游业增长快速。
州内完好的基本设施也令霹雳州成为创业的首选之地。

## 交通

### 公路
怡保距离北部的槟城约165公里，距离南部的吉隆坡则约205公里（或两小时车程）。霹雳州内及通往外州的道路四通八达，南北高速大道则贯穿着州内各大小城镇，南北大道從怡保南部收費站到怡保北部收費站這段14.7公里路段为免付費路段。州内也有一大道，称怡保-红土坎大道，始于怡保九洞，终于曼绒县的红土坎。
除此，霹雳州也拥有往返吉隆坡国际机场的川行巴士服务，埠内巴士服务在州内也相当流行。州内目前有数家巴士公司提供长途巴士往返吉隆坡和国内各州。

### 铁路
马来亚铁道（KTMB）为霹雳州的铁路经营者，并提供数趟火车客运服务通往霹雳州及外州各地。州内车站包括丹绒马林、美冷、仕林河、宋溪、打巴路、金宝、华都牙也、怡保、他昔、和丰、江沙、硝山、太平、甘文丁、峇眼色海和巴里文打，其中怡保火车站是州内最大的车站，位于怡保市旧街场的邦里马武吉甘当华合路（Jalan Panglima Bukit Gantang Wahab），临近有美丹杰埠内巴士总站、怡保大草场和马来西亚邮政公司怡保总行。怡保的火车站也被称为“怡保的泰姬陵”，建于1935年，是根据摩尔人的建筑风格而建，并于2007年双轨铁道工程展开期间进行维修、翻新和升级。
怡保至森州芙蓉的主干线为复线铁道，并可以容许电动火车行驶。而于2013年完工的怡保－巴东勿刹复线电气化铁道工程使得现今州内火车站提供平均时速为140公里的KTM电动列车服务。

### 航空
州內的机場为怡保國際機場及邦咯機場。

## 旅游业
霹雳州内有数个名胜地点，其中包括其首府怡保，以当地的沙河粉和海南鸡饭为其中简单却又具特色的佳肴。怡保市郊打扪（Tambun）盛产的柚子也吸引了本地其他州属的旅客慕名而来。
位于华都牙也的凯利古堡（Kellie's Castle）在1915年动工后由于主人史密夫（William Kellie Smith）返回英国后在当地去世而没有竣工。许多人相信古堡里闹鬼，拥有密室和密道。今天，凯利古堡是当地一个著名的旅游胜地。
从红土坎乘船到邦咯岛后，旅客可以尽览当地渔村和白色沙滩。游泳和潜水都是旅客到邦咯岛少不了的休闲活动。

## 飲食
竹筒饭 (Lemang)是开斋节和哈芝节少不了的传统马来食物。它是把糯米在竹筒里慢火熬成，配合马来咖喱「仁当」食用。据说这食物来源于当地土著以竹筒做饭而来。
榴莲酱 (Tempoyak)是另一种著名马来食物。它是把榴莲肉在陶器里保存起来而成。
霹雳州的食物被公认为本区最好的，通常外地的旅客会特地到本州的餐馆或美食中心，大快朵颐一番。在怡保市不妨尝尝当地美食，如沙河粉、咚咚粉、香港猪肠粉、忠记兵如港大树头炸料粉、河嘻（潮州魚丸粉）、奇峰豆腐花、香港点心、炒粿条、偏担饭、盐焗鸡、怡保高温街芽菜鸡和古月添記客家擂茶(山城怡保擁有擂茶的故鄉的美名)等。此外，还有万里望花生、美罗鸡仔饼、实兆远的福州光饼和红酒面线、邦咯岛的沙爹鱼、富有马来风味的叻沙以及安顺的香饼等。
霹靂州的錫礦業，由大部分華人支撐，尤其是籍貫廣府人，他們也引進了飲茶文化，即是六堡茶。六堡茶早在嶺南南方，就為百姓抵禦南地的潮濕熱氣，故而也能為礦工抵抗南洋的潮濕。有言，錫礦公司若是不提供免費六堡茶即不上道的行為，受礦工唾棄。六堡茶也有醒神，醒胃，增加人體維生素等功用。
如今，廣西政府也承認，怡保為六堡茶的第二故鄉。也有茶葉達人在怡保山城六堡茶莊，使用了怡保的好山、好水、好人情，以製作屬於怡保山城自己的六堡風味。

## 高等教育
霹雳州内的高等学府包括：
- 马来西亚师范学院怡保校区（Institut Pendidikan Guru Kampus Ipoh, Hulu Kinta）
- 苏丹依德里斯教育大学（Universiti Pendidikan Sultan Idris （页面存档备份，存于））
- 国油科技大学（Universiti Teknologi Petronas （页面存档备份，存于））
- 霹雳皇家医药学院（Royal College of Medicine, Perak）
- 霹雳金宝拉曼学院分院（Tunku Abdul Rahman College （页面存档备份，存于））
- Ungku Omar技术学院（Politeknik Ungku Omar, Ipoh, Perak （页面存档备份，存于））
- 拉曼大学（Universiti Tunku Abdul Rahman, Kampar, Perak （页面存档备份，存于））